# Show ’Em (What You’re Made Of)
«Show ’Em (What You’re Made Of)» (с англ. — «Покажи им (Из какого ты теста)») — сингл американской группы Backstreet Boys с восьмого студийного альбома «In a World Like This».

## История создания
Прямо перед тем, когда я собирался идти на футбольную тренировку, мой отец часто говорил мне: «Покажи им, из какого ты теста, парень!» Примерно это и стало основой для написания этой песни. Я и Эй Джей также нашли вдохновение в наших детях. Невинность и жажда к познанию мира, которые видны в их глазах - это что-то необыкновенное.  Я хочу навечно это сохранить, и я хочу заново найти их в себе. Никаких преград, никакого страха.
Кевин Ричардсон.
Участник Backstreet Boys Кевин Ричардсон использовал слова своего отца для названия песни. Коллега Кевина по группе Эй Джей Маклин является соавтором песни, которая создавалась как слова поощрения для их детей, и для мира в целом.

## Музыкальное видео
Музыкального видео было снято в Майами 24 октября 2013 года. Режиссёром стал Джон Валпайн. Премьера состоялась 19 ноября 2013 года на официальной странице группы в Фейсбуке.
Видео снято с лаконичностью и простотой. Каждый участник группы снят по отдельности на чёрном фоне. Маклин и Литтрелл последовали призыву, выраженному в песне и показали вещи, важные для них, обнажившись по пояс. Для Литтрелла — это шрам, оставшийся после операции на сердце, для Маклина — татуировка, посвященная его дочери. Литтрелл перенёс операцию по исправлению врожденного порока сердца в 1998 году, и после этого не появлялся на публике с обнаженной грудью.

## Список композиций
| №  | Название                         | Длительность |
| -- | -------------------------------- | ------------ |
| 1. | «Show 'Em (What You're Made Of)» | 3:44         |

| №  | Название                                                  | Длительность |
| -- | --------------------------------------------------------- | ------------ |
| 1. | «Show 'Em (What You're Made Of)» (Ash Howes Radio Mix)    | 3:44         |
| 2. | «Show 'Em (What You're Made Of)» (Album Version)          | 3:47         |
| 3. | «Show 'Em (What You're Made Of)» (Morgan Taylor Reid Mix) | 3:41         |

## Хит парады
| Страна                                        | Высшая позиция | Примечание |
| --------------------------------------------- | -------------- | ---------- |
| Великобритания Indie (Official Chart Company) | 37             |            |
| Голландия (Dutch Top 40)                      | 17             | [ 7 ]      |

## Даты выпуска
| Страна         | Дата выпуска    |
| -------------- | --------------- |
| Голландия      | 18 ноября 2013  |
| Австрия        | 22 ноября 2013  |
| Германия       | 22 ноября 2013  |
| Швейцария      | 22 ноября 2013  |
| Великобритания | 15 декабря 2013 |
| Ирландия       | 15 декабря 2013 |